# 1,3,5-Trioxántrion
A 1,3,5-trioxántrion, más néven 1,3,5-trioxaciklohexán-2,4,6-trion a szén egyik feltételezett oxidja. Képlete C3O6. Lehet a szén-dioxid (CO2) gyűrűs trimerjének tekinteni, vagy az 1,3,5-trioxán (1,3,5-trioxaciklohexán) hármas ketonjának.
Elméleti számítások szerint szobahőmérsékleten instabil vegyület (felezési ideje 8 másodpercnél rövidebb), de −196 °C-on stabil.

## Fordítás
Ez a szócikk részben vagy egészben  a(z)   1,3,5-Trioxanetrione című angol Wikipédia-szócikk ezen változatának fordításán alapul.  Az eredeti cikk szerkesztőit annak laptörténete sorolja fel. Ez a jelzés csupán a megfogalmazás eredetét és a szerzői jogokat jelzi, nem szolgál a cikkben szereplő információk forrásmegjelöléseként.